# Pyunik Erevan
FC Pyunik (limba armeană: Ֆուտբոլային Ակումբ Փյունիկ Երեւան) este un club de fotbal din Erevan, Armenia care evoluează în Prima ligă armeană.

## Istorie
Pyunik a fost fondat în 1992 de legenda fotbalului armean Khoren Oganesian și inițial a fost numit Homenetmen Erevan. Clubul a câștigat prima competiție din Premier League armeană desfășurată în 1992, pe care a împărțit-o cu Shirak, deoarece ambele echipe erau la egalitate la puncte. În 1995, Homenetmen Yerevan a fost redenumit FC Pyunik (armeană pentru „Phoenix”). După schimbarea numelui, Pyunik a câștigat 1995–96 Armenian Premier League și a încheiat sezonul cu o serie de 59 de meciuri neînvinse.
În 1996, Pyunik a jucat primul său meci de cupă internațională, un meci de calificare în UEFA Europa League împotriva clubului finlandez HJK Helsinki, pe care Pyunik l-a câștigat cu 3–1. Pyunik a câștigat, de asemenea, 1996-97 Armenian Premier League, asigurându-și încă o șansă de a se califica pentru playoff-ul cupei internaționale anul următor.
În 1997, Pyunik a jucat primul său meci de calificare în Liga Campionilor UEFA împotriva echipei maghiare MTK Budapest FC, dar nu a reușit să se califice în playoff după o înfrângere totală cu 6-3.
1998 s-a dovedit a fi un an crucial pentru club după pierderea principalei sale surse de finanțare și plecarea ulterioară a principalilor săi jucători. Pyunik a terminat pe locul 6 în acel sezon și s-a retras cu totul din fotbal.
Pyunik și-a asigurat revenirea la fotbalul profesionist după absorbția FC Armenicum, o echipă nou promovată în Liga Premieră a Armeniei. Noua conducere a clubului a căutat să aducă mai multă experiență clubului și a consolidat echipa cu jucători străini din Argentina, Camerun, Mali și România. Întăririle au adus rezultate pozitive, iar Pyunik a continuat să câștige Liga Armeniei 2001 și Cupa Armeniei 2002.
În 2002, Pyunik a ajuns în turul doi al turului de calificare al UEFA Champions League, după ce a învins-o pe campioana finlandeză Tampere United cu 6–0 la total.
Din 2002 înainte, Pyunik a câștigat Liga Premieră Armenă, un record de 10 ori la rând, din 2001 până în 2010.
Pe 8 ianuarie 2020, fostul portar internațional al Armenia Roman Berezovsky a fost anunțat ca noul antrenor al clubului. Puțin peste 7 luni mai târziu, 13 iulie 2020, Berezovsky a părăsit clubul de comun acord. La 20 iulie 2020, Artak Oseyan a fost anunțat ca noul manager al lui Pyunik, dar și-a părăsit rolul de antrenor principal pe 13 decembrie 2020. Pe 7 ianuarie 2021, Yegishe Melikyan a fost anunțat ca noul manager al lui Pyunik.
În sezonul 2022/23, după victoriile asupra Cluj și Dudelange, Pyunik a devenit primul club armean care a ajuns în turul al treilea al calificărilor pentru Liga Campionilor, unde a jucat împotriva fostei câștigătoare a Cupa Campionilor Europeni 1991,Steaua Roșie Belgrad, pierzând cu 7–0 la total.
Ulterior, Pyunik a intrat în runda de play-off a Europa League, unde a jucat împotriva echipei moldovene Sheriff Tiraspol. După două egaluri fără scor, Pyunik a pierdut la penalty-uri, ajungând astfel în faza grupelor din Liga Conferințelor, prima apariție în faza grupelor într-o competiție europeană pentru club.
După o înfrângere în deplasare împotriva lui Basel în prima zi de meci, Pyunik l-a înfruntat pe Slovan Bratislava în primul lor meci acasă la Erevan, pe care l-a câștigat datorită golurilor lui Artak Dashyan și Yusuf Otubanjo. Acest rezultat a însemnat că au devenit prima echipă armeană care a câștigat un meci în competițiile din faza grupelor UEFA.
La 31 decembrie 2024, Pyunik a lansat o declarație în care afirmă că proprietatea clubului a trecut de la Artur Soghomonyan la Anton Farber.

## Palmares
Prima ligă armeană
 Campioni (16) : 1992, 1995/96, 1996/97, 2001, 2002, 2003, 2004, 2005, 2006, 2007, 2008, 2009, 2010, 2014–15, 2021–22, 2023–24
 Vicecampioni (2): 2018–19, 2022–23
 Locul 3 (2): 2011, 2015–16,
 Cupa Armeniei
 Câștigători (5) : 1996, 2002, 2004, 2009, 2010
 Supercupa Armeniei
 Câștigători (6) : 1997, 2001, 2003, 2004, 2006, 2007

## Stadion

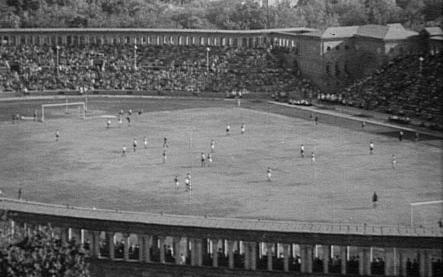
Stadionul în perioada sovietică

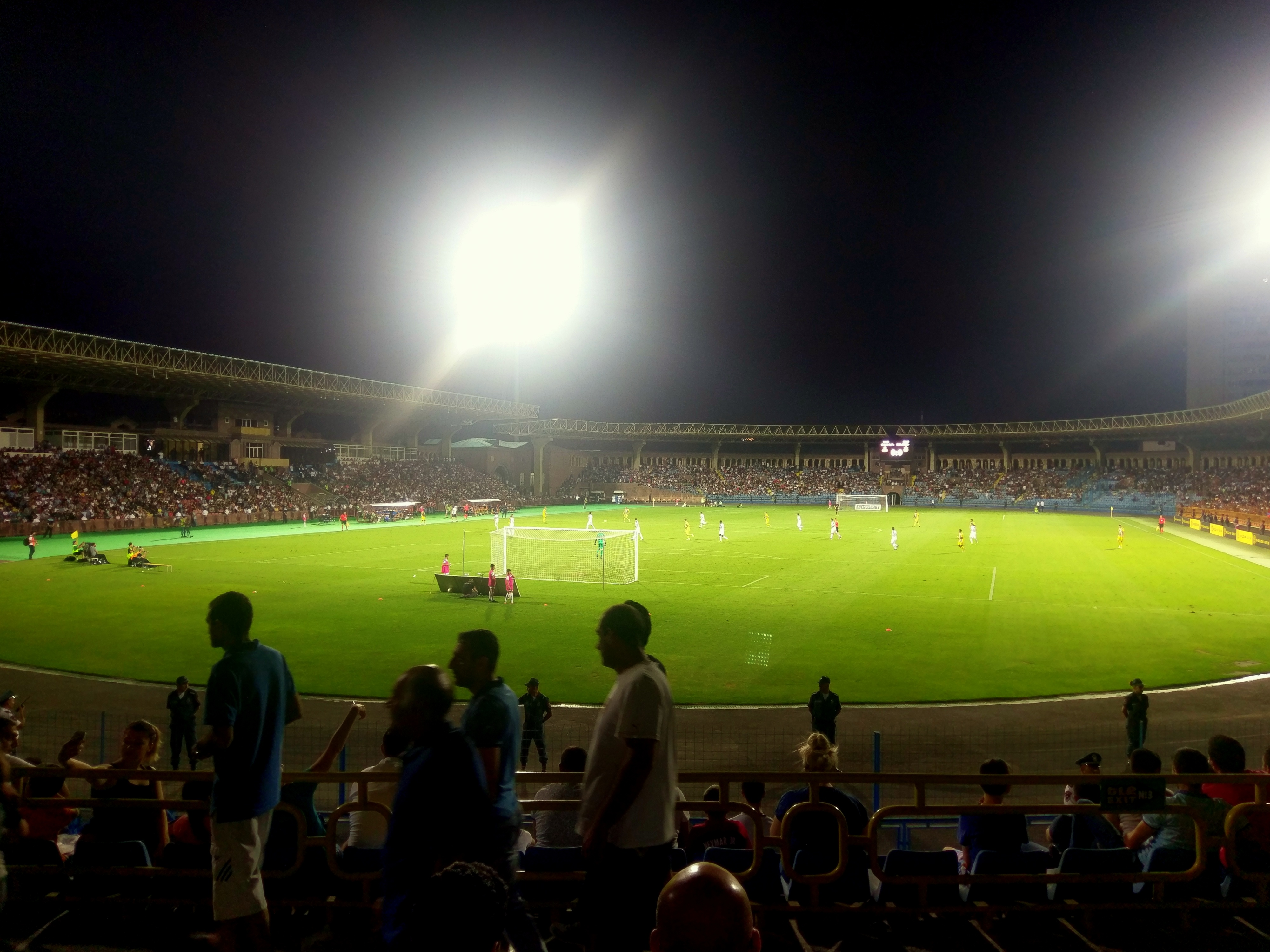
Stadionul în timpul unui meci de calificare pentru Liga Campionilor.

Pyunik a folosit mai multe locații de-a lungul istoriei sale. Între 1992 și 1998, Pyunik a jucat pe Stadionul Hrazdan, cel mai mare stadion din Armenia, cu o capacitate de 54.208 de spectatori.
În 2001, în urma lucrărilor de renovare efectuate la Stadionul Republican cu doi ani înainte, Pyunik s-a mutat și a jucat acolo toate meciurile de acasă până în 2013, cu o scurtă întrerupere în 2008, când clubul a fost obligat să joace pe Stadionul Pyunik; terenul său de antrenament, din cauza lucrărilor de renovare la Stadionul Republican.
Între 2013 și 2017, Academia de Fotbal Erevan a servit ca loc de desfășurare pentru toate competițiile interne, în timp ce folosea în continuare Stadionul Republican pentru meciurile internaționale. La începutul sezonului 2017-2018 din Premier League armeană, Pyunik a folosit Stadionul Republican ca loc acasă în prima jumătate a sezonului, iar în cele din urmă s-a întors la propriul Stadion Pyunik în a doua jumătate.
Stadionul Republican este, de asemenea, casa echipei naționale de fotbal a Armeniei și este uneori folosit de alte echipe ale Armeniei pentru meciurile lor de cupe internaționale.
Clubul intenționează în prezent să construiască un stadion cu o capacitate de 5.000 de locuri până în 2022.

### Lista stadioanelor folosite de club
- Stadionul Hrazdan: 1992–98
- Stadionul Republican Vazgen Sargsyan: 2001–08
- Stadionul Pyunik: 2008
- Stadionul Republican Vazgen Sargsyan: 2008–13
- Stadionul Academiei de Fotbal Erevan: 2013–17
- Stadionul Republican Vazgen Sargsyan/Stadionul Pyunik: 2017–18
- Stadionul Republican Vazgen Sargsyan: 2018-prezent

## Jucători celebri
- Edgar Manucharyan
- Zhora Hovhannisyan
- Arman Karamyan
- Artavazd Karamyan
- Vardan Minasyan
- Bruno Batista da Silva
- Edgaro Correa
- Samuel Fernando Flores
- Diego Rodrigo de Baros
- Alou Traoré
- Issa Traoré
- Mamadou Diawara
- Edel Bete
- Balep Ba Ndumbuk
- Carl Lombe
- Fernando Zagharián
- José André Bilibio
- Miguel Angel Sisserna
- Raul Osvaldo Ruiz
- Juan Pablo Peralta
- Eduardo Alberto Davilla
- Ruslan Lyashchuk